# Przystawiec pospolity
Przystawiec pospolity (Ligidium hypnorum) – gatunek lądowego skorupiaka z rzędu równonogów i rodziny Ligiidae Występuje głównie w wilgotnych lasach liściastych nad brzegami wód.

## Opis
Przystawiec pospolity ma ciało wydłużone, owalne, o długości 7–11 mm i szerokości nieprzekraczającej jej połowy.
Grzbiet tego skorupiaka jest gładki, lśniący, pokryty marmurkowym deseniem o barwach brązowej i szarożółtej.
Głowa (a dokładnie głowotułów, cefalotoraks) średniej wielkości, szeroka, jej przednia krawędź jest równomiernie zaokrąglona. Na głowie znajdują się oczy złożone, bardzo duże, o dużej ilości fasetek. Biczyk (flagellum) czułków II pary, czyli ich końcowy odcinek, zbudowany jest z bardzo dużej ilości segmentów, w liczbie od 10 do 13. Na głowie nie ma bocznych płatów.
Szerokość segmentów ciała przy przejściu od pereonu (tułowia, toraksu) do pleonu (odwłoka, abdomenu) zmniejsza się gwałtownie. Brak płuc pleopodialnych widocznych jako pogrubione białe łatki. Ostatnim widocznym segmentem pleonu jest pleotelson, będący tak naprawdę połączeniem ostatniego segmentu i telsonu. Ma on parę uropodiów (odnóży ogonowych). Wystają one poza obrys ciała, a nawet nasadowy segment uropodia (protopodit) sięga w tył dalej niż czubek pleotelsonu.

## Siedlisko
Przystawiec pospolity zamieszkuje siedliska naturalne, chociaż z Warszawy i Poznania znany jest również synantropijny.
Występuje w wilgotnych lasach liściastych, mieszanych i zaroślach nad brzegami wód (zwłaszcza olszynach), można go też znaleźć na wilgotnych łąkach. Mieszka w ściółce (pod opadłymi liśćmi), pod pniami i w próchnie butwiejących drzew, pod korą, pod kamieniami. Tworzy duże skupiska.

## Występowanie
Przystawiec pospolity zasiedla prawie całą Europę. Nie ma go jedynie w Strefie Śródziemnomorskiej oraz na krańcach północnych. W górach jest spotykany do wysokości 1000 m n. p. m..
Jest jednym z najpospolitszych gatunków równonogów w Polsce, występuje na całym obszarze kraju.